# اچ‌ام‌اس کی۱۲
اچ‌ام‌اس کی۱۲ (به انگلیسی: HMS K12) یک زیردریایی بود که طول آن ۳۳۹ فوت (۱۰۳ متر) بود. این زیردریایی در سال ۱۹۱۷ ساخته شد.